# أكسازولين
أكسازولين هو مركب عضوي حلقي غير متجانس وغير مشبع له الصيغة الكيميائية C3H5NO. يتألف المركب بنيوياً من حلقة خماسية حاوية على ذرتين غير متجانستين متجاورتين، ذرة نتروجين وذرة أكسجين؛ بالإضافة إلى وجود رابطة مضاعفة واحدة؛ ويطلق على مشتقاته اسم أكسازولينات.
يوجد هناك ثلاثة متصاوغات للمركب، أشهرها هو 2-أكسازولين؛ أما المتصاوغان الآخران 3-أكسازولين و 4-أكسازولين فهما أقل شيوعاً؛ رغم ذلك هناك دراسات حول كيفية تحضيرهما.

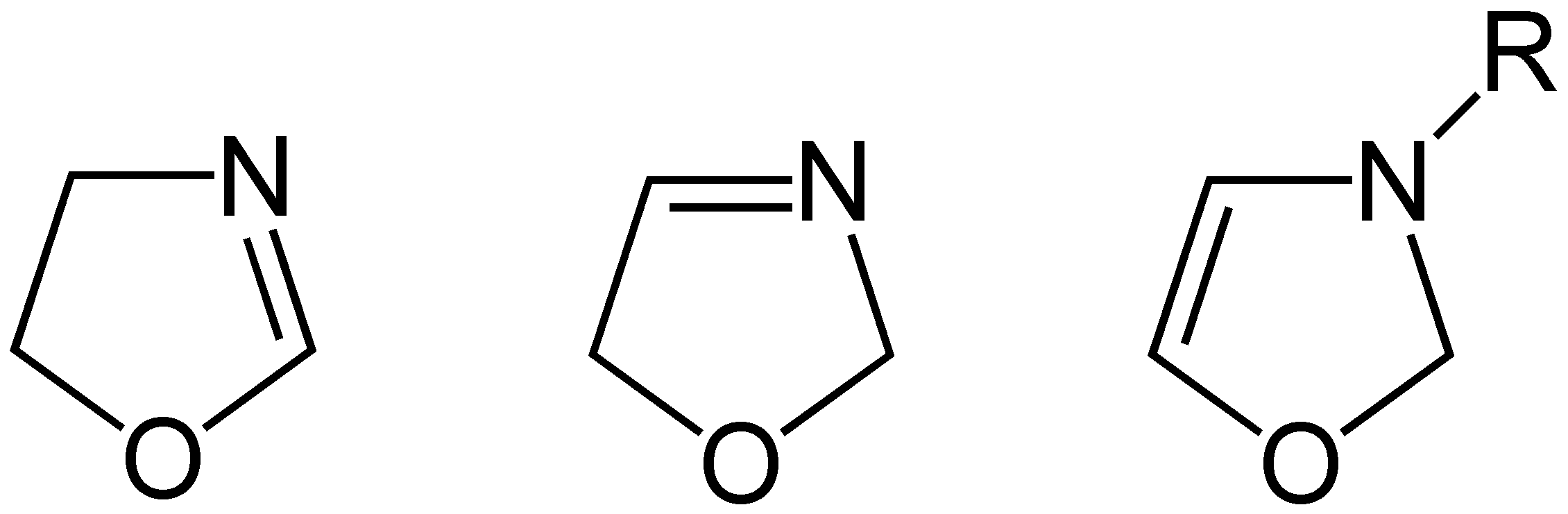
متصاوغات أكسازولين

## التحضير
يحضر مركب 2-أكسازولين بعدة طرق تمت مراجعتها في المنشورات العلمية بشكل مكرر. تتم عملية التحضير إما انطلاقاً من تفاعل الأحماض الكربوكسيلية مع كلوريد الثيونيل:
أو بإجراء تفاعل أبل Appel reaction المعدل على الأحماض الكربوكسيلية:
أو بإجراء تفاعل تحلّق بين كحول أميني وألدهيد:
أو انطلاقاً من النتريلات في وسط من كلورو البنزين بوجود حفاز من كلوريد الزنك:

## الاستخدامات
تستخدم الربيطات الحاوية على 2-أكسازولين في الاصطناع اللامتناظر.
كما تستخدم في تحضير البوليميرات:

## اقرأ أيضاً
- أكسازول
- إيزوكسازول
- إيميدازول
- بيرازول
- فورازان
- أكساديازول
- أكسازين